# Jepsonia
Jepsonia là một chi thực vật có hoa trong họ Saxifragaceae.